# Ata Teaotai
Ata Teaotai OBE ist ein Politiker aus Kiribati. Er war 1994 kurzzeitig Interimsstaatsoberhaupt von Kiribati, einem mikronesischen Inselstaat im Pazifischen Ozean.
Teaotai gehörte 1978 einer Delegation an, die über die Unabhängigkeit Kiribatis von Großbritannien verhandelte.
Er war von 28. Mai 1994 bis 1. Oktober 1994 amtierender Präsident von Kiribati und Vorsitzender des Staatsrats. Er folgte auf Tekiree Tamuera, dessen Amtszeit von 24. Mai 1994 bis 28. Mai 1994 dauerte, und wurde von Teburoro Tito abgelöst, dessen Amtszeit von 1. Oktober 1994 bis zum 28. März 2003 währte.
Teaotai wurde zum Knight Commander des Order of the British Empire ernannt.